# 小川エレナ
小川 エレナ（おがわ エレナ、1962年7月4日 - ）は、日本の元タレント・モデル・女優。本名、ELENA金谷DEJAVING（エレナ・かなや・ディジャービン）。
東京都渋谷区出身。所属していた事務所はオスカープロモーション（1981年当時） → ホワイトルーム（1983年当時） → JEAN。

## 来歴・人物
父がフィリピン人、母が日本人のハーフ。しかしフィリピンへは、1981年の時点で「行ったことが無い」と話している。
中学3年生のころ東京・銀座でスカウトされる。しかし本人は「大学に進学して就職して結婚して、普通の暮らしがしたい」とこの時あまり気乗りはしていなかったが、母から「社会勉強になるから」と勧められて、モデルとしてデビュー。後に女性ファッション雑誌『JJ』の表紙のレギュラーになるなどトップ・モデルとして活動。
東京都立青山高等学校は2年生の時から休学していたが卒業。
両親とも英語が流暢に話せるが、自分は話すことは出来なかった。ファンレターを英語で書いて来た人がいたが読めなかったという。
1982年には旅行会社のスキーツアーのポスターのモデルを務める。以後1980年代後期頃でもグラビアなどで活動、1990年8月25日には平浩二とのデュエットシングル『デュオ・ランバダ』（ワーナー）をリリースし、小学館『GORO』1991年2月14日号では「これで最後」としたグラビアを披露するなど1990年代前期頃までは活動が確認出来るが、その後は不明。
- 以下は1980年-1981年当時公表されていたプロフィール。
  - 身長165cm、B83cm、W60cm、H87cm[1]。
  - スポーツ好きで、テニス、ローラースケート、バレーボール、バドミントン、エアロビクス、スキューバダイビングなど何でもこなす[10][6][11][8]。ローラースケートは小学生の頃からやっていて得意[3]。
  - バックギャモン、ビリヤードなど大のゲーム好き[12]、そして自動車好き[4]。ロッド・スチュワートのファンであるとしていたことがある[11]。

なお、1981年6月21日に発売された角松敏生1作目のアルバム『SEA BREEZE』収録曲『Elena』は、小川への憧れで作られた曲である。

## 出演

### テレビドラマ
- 俺たちの祭（日本テレビ、ユニオン映画）- 1978年4月9日、第20話「愛のたたかい」ゲスト[13]、女性歌手 役[14]
- 燃えろアタック（テレビ朝日、東映）- 水木良子（マネージャー）役

### テレビバラエティ
- 11PM（日本テレビ）- 月曜カバーガールとしてレギュラー出演[3]。
- Do!スポーツ（テレビ東京）- 1983年1月〜1984年10月、ソフィーとのコンビで「ソフィー&エレナ」の“Do!Sports Gals”（アシスタント）としてレギュラー出演。

### CM
- 富士フイルム[15]
- 電電公社[4]
- BIG BOX[11]
- ロッテリア[11]